# 葛見達哉
葛見 達哉（くずみ たつや、1997年12月17日 - ）は、ジャパンラグビーリーグワン・ルリーロ福岡に所属するラグビー選手, Twitch配信者。

## プロフィール
- ポジションはロック(LO)。
- 身長 192 cm[1]、体重 110 kg[1]。
- 千葉県出身[1]。

## 略歴
- 2016年、千葉経済大附属高校卒業後、東洋大学に入る。
- 2019年、東洋大学ラグビー部の埼玉親善大使としてドイツに遠征[2]。
- 2022年、三菱重工相模原ダイナボアーズに加入 [1]
- 2023年 - 三菱重工相模原ダイナボアーズを退団 [3]
- 2024年、ルリーロ福岡に加入[4]。